# Augusto Lima
Augusto Cesar Lima Brito (Rio de Janeiro, 17 de novembro de 1991) é um jogador brasileiro de basquetebol. Joga atualmente pelo San Pablo Burgos da Espanha.

## Carreira
Tentou participar da equipe nacional que conquistou o vice-campeonato do Copa América de 2011, em Mar del Plata, na Argentina, que classificou o Brasil para os Jogos Olímpicos de Verão de 2012 em Londres, na Grã Bretanha.